# Czarny Chrystus

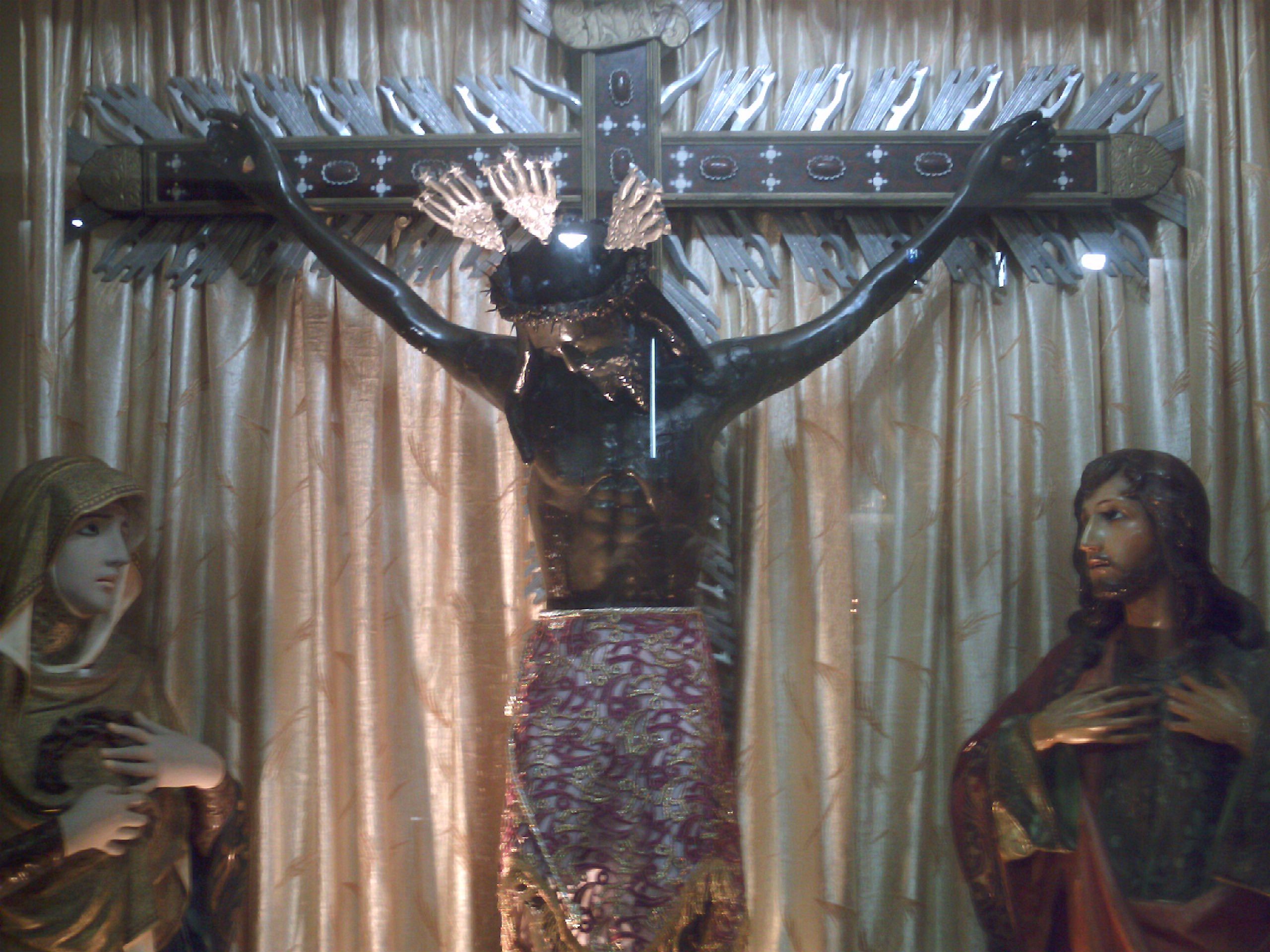
Cristo Negro z San Alfonzo, Wenezuela

Czarny Chrystus (Cristo Negro) – wizerunek Jezusa Chrystusa rozpowszechniony wśród chrześcijańskiej czarnej społeczności Afryki i Ameryki Południowej. 
Postać Czarnego Chrystusa, choć może być kontrowersyjna dla europejskiego chrześcijanina, jest aprobowana przez Kościół katolicki oraz Kościoły protestanckie. Kościół uznając wizerunek, stosuje tak zwaną inkulturację, czyli  mieszanie elementów rodzimych kultury, nierzadko elementów pogańskich kultów, z doktryną chrześcijańską. Taki zabieg ma na celu przybliżenie słowa Bożego i doktryny do obszarów różnowyznaniowych. W Afryce i Ameryce Południowej msze katolickie przepełnione są elementami parachrześcijańskimi. 

## Czarny Chrystus w Afryce
W Afryce kult Czarnego Chrystusa związany jest z sektami i pochodnymi grupami związanymi z Kościołem katolickim. Ich teologia i liturgia chrześcijańska występuje obok obrzędów magicznych, tańców, wizji i ekstatycznej muzyki. Jednym z elementów sekt jest postać Czarnego Chrystusa, która ma uosabiać Jezusa jako osobę o w pełni ciemnym kolorze skóry, a nie Judejczyka. Wyznawcy, wierzą w nadejście czarnego Mesjasza, którego poprzednikiem był Simon Kimbangu i który wybawi czarne ludy od zła utożsamianego z dominacją białych.

## Czarny Chrystus w Ameryce Środkowej i Południowej
Czarny Chrystus jest czczony w całej Ameryce Środkowej. Głównym jego ośrodkiem jest sanktuarium w Esquipulas w Gwatemali, gdzie czczony jest od XVI wieku. Krucyfiks z jego wizerunkiem ustawiony na ołtarzu, co roku obnoszony jest w procesji po ulicach miasta. Co roku do sanktuarium przybywa około miliona pielgrzymów. Sanktuarium uznawane jest za miejsce pojednania. Tutaj prowadzono rozmowy pokojowe pomiędzy sandinistami a przedstawicielami "contras" z sąsiedniej Nikaragui i zorganizowano spotkanie z udziałem prezydentów Gwatemali, Nikaragui, Hondurasu i Kostaryki, które zaowocowało podpisaniem porozumienia pomiędzy sandinistami a przedstawicielami "contras" z Nikaragui w 1986 roku.
W trakcie pielgrzymki Jana Pawła II do Gwatemali w 1996 roku papież odwiedził sanktuarium i modlił się za wszystkich poległych w trakcie wojny domowej. 31 maja 2005 roku podpisano tu porozumienie pomiędzy rządem Gwatemali i walczącymi partyzantami. 
W Peru jednym z najważniejszych wydarzeń religijnych jest procesja ulicami Limy, na której obnosi się obraz Czarnego Chrystusa zwanego "Panem Cudów". Wizerunek został namalowany w 1651 roku przez murzyńskiego niewolnika na ścianie jego domu. Od października 1687 roku, kiedy to dom ocalał od trzęsienia ziemi, które nawiedziło okolicę, zaczęto urządzać procesje ku czci czarnego Chrystusa. Podobne uroczystości obchodzone są wśród peruwiańskich emigrantów w Chile, Argentynie, Hiszpanii i Stanach Zjednoczonych.